# Parananlingella
Parananlingella es un género de foraminífero bentónico de la subfamilia Boultoniinae, de la familia Schubertellidae, de la superfamilia Fusulinoidea, del suborden Fusulinina y del orden Fusulinida. Su especie tipo es Palaeofusulina acervula. Su rango cronoestratigráfico abarca el Lopingiense (Pérmico superior).

## Discusión
Clasificaciones más recientes incluyen Parananlingella en la superfamilia Schubertelloidea, y en la subclase Fusulinana de la clase Fusulinata.

## Clasificación
Parananlingella incluye a las siguientes especies:
- Parananlingella acervula †
- Parananlingella labensis †
- Parananlingella ovaloides †